# AEX
AEX index forkortelse for Amsterdam Exchange index er et aktieindeks bestående af børsnoterede selskaber handlet på Euronext Amsterdam, tidligere kendt som Amsterdam Stock Exchange. Aktieindekset er etableret i 1983 og det består af de 24 mest omsatte aktier på Euronext Amsterdam. Det er et af de primære nationale aktieindeks fra børsvirksomheden NYSE Euronext sammen med  Bruxelles' BEL20, Paris' CAC 40 og Lissabons PSI-20.

## Historie
AEX startede fra en basisværdi på 100 indekspoint den 3. januar 1983 (en tilsvarende værdi på 45,378 bruges til historiske sammenligninger pga. indførelsen af Euroen). indekset nåede sin højeste værdi 5. september 2000 med en værdi på 703,18.

## Højest vægtede aktier
De højest vægtede aktier i indekset var pr. 20. juni 2011:
- Royal Dutch Shell 15,59 %
- Unilever 13,36 %
- ING Groep 11,64 %